# ترموپلاستیک‌های حاوی الیاف کوتاه
ترموپلاستیک‌های حاوی الیاف کوتاه برای اولین بار در سال ۱۹۶۰ روانه بازار شدند. متداول‌ترین الیافی که در این‌گونه ترموپلاست‌ها استفاده می‌شود، الیاف شیشه و الیاف کربن است. اضافه کردن الیاف کوتاه به رزین‌های ترموپلاستیک، عملکرد آنها را برای کاربردهایی که نیازمند به وزن سبک هستند بالا می‌برد. علاوه بر این، تولید کامپوزیت‌های حاوی الیاف کوتاه نسبت به الیاف پیوسته آسان‌تر و کم هزینه‌تر است. این تعادل بین هزینه تولید و خواص عملکردی در کامپوزیت‌های الیاف کوتاه موجب استفاده آنها در بسیاری از زمینه‌های صنعتی شده‌است.

## خواص مکانیکی
خواص مکانیکی کامپوزیتهای الیاف کوتاه وابستگی شدیدی به میزان پراکندگی و توزیع طول الیاف و جهت‌گیری آنها در کامپوزیت دارد. به‌ طور مشخص، استحکام کامپوزیت‌های الیاف کوتاه با افزایش متوسط طول الیاف و کاهش زاویه الیاف نسبت به جهت بارگذاری بالاتر می‌رود. مدول الاستیک (E) کامپوزیت با الیاف کوتاهِ پراکنده نیز به طول الیاف و جهت‌گیری آنها وابسته است. به‌طور کلی مدول الاستیک کامپوزیت‌ها با کاهش پراکندگیِ زاویه الیاف و همسو شدن در جهت بارگذاری افزایش می‌یابد. در ارتباط با طول الیاف می‌توان گفت که در صورت وجود الیاف بسیار کوتاه، افزایش طول آنها می‌تواند مدول الاستیک را بالا ببرد ولی اگر الیاف به اندازه کافی بلند باشند، افزایش طول تأثیر چندانی بر روی مدول ندارد.

## نسبت ابعاد
یک فاکتور مهم در شناسایی کامپوزیت‌های الیاف کوتاه نسبت ابعادی (s) آن‌ها است. بنا به تعریف، نسبت ابعادی به نسبت طول (l) به قطر (d) الیاف تقویت‌کننده گفته می‌شود:
{\displaystyle s={\frac {l}{d}}}
s یک حد بحرانی هم دارد. میزان تقویت‌کنندگی الیاف در کامپوزیت‌ها بستگی به این حد بحرانی دارد، به طوری که اگر نسبت ابعادی الیاف مساوی یا بیشتر از نسبت بحرانی باشد تقویت‌کنندگی الیاف به حداکثر می‌رسد؛ ولی اگر این نسبت ابعادی کمتر از حد بحرانی باشد نه تنها تقویت زیادی از سمت الیاف صورت نمی‌گیرد بلکه می‌تواند موجب تضعیف کامپوزیت نیز بشود.کامپوزیت‌های الیاف کوتاه به‌طور فزاینده‌ای به‌عنوان مواد ساختاری مورد استفاده قرار می‌گیرند زیرا می‌توانند خواص مکانیکی فوق‌العاده ای نشان دهند و به راحتی با سرعت بالا و هزینه پایین توسط فرایندهایی نظیر قالب‌گیری تزریقی، اکستروژن، یا فرایندهای پاششی مانند اسپری تولید شوند. موضوع مورد اهمیت در این نوع کامپوزیت‌ها ایجاد حفره و رشد آن در طول فرایند تولید است. این موضوع نشان داده شده‌است که حفره معمولاً از دو سر الیاف جوانه می زند و محتوای آن بستگی به شرایط تولید، میزان الیاف و طول آنها دارد. به‌طور مثال، در قالب‌گیری تزریقی افزایش حجم حفره توسط مرحله خنک‌کنندگی تحت‌فشار متوقف می‌شود. اندازه‌گیری‌های مربوط به چگالی نشان داده‌اند که نمونه تولیدشده از قالب‌گیری تزریقی میزان حفره کمتری نسبت به نمونه تولیدشده از طریق اکستروژن را دارند. فاکتور مهم دیگر در میزان حفره‌های ایجاد شده در کامپوزیت‌ها نرخ سرد شوندگی می‌باشد. هنگامی که مذاب در حال سرد شدن است، در ابتدا دیواره خارجی آن منجمد می‌شود. در نرخ‌های سرد شدن بالا این لایه منجمد شده فرصت انقباض زیادی پیدا نمی‌کنند و این باعث ایجاد حفرات داخلی در آنها می‌شود. در نتیجه نرخ سردکنندگی آرام‌تر می‌تواند مانع ایجاد حفره در کامپوزیت بشود. در آخر، در تولیدات از طریق اکستروژن، کامپوزیت‌های حاوی الیاف بلندتر حفرات بیشتری دارند. دلیل این رفتار غیرقابل‌انتظار افزایش تأثیر عوامل دیگری مثل ویسکوزیته، فشار اکستروژن و نرخ برشی است که آنالیز این پدیده را بسیار پیچیده می‌کند.

## شبیه‌سازی و مدل‌سازی
ترموپلاستیکِ حاوی الیاف کوتاه می‌تواند به صورت یک زمینه حاوی یکسری عنصر ناخالصی در نظر گرفت. در این نوع مدل‌سازی، تنش در ماده متناسب است با درصد حجمی ناخالصی‌ها و میزان استرس در درون تک تک هر ناخالصی. به عبارت دیگر، تنش در کامپوزیت متناسب است با درصد حجمی الیاف و تنش در هرکدام از آنها. با استفاده از تئوری میدان متوسط و مدل موری تاناکا، تنش در کامپوزیت‌های الیاف کوتاه می‌تواند به‌صورت کامپیوتری مدل شود. با فرض اینکه زمینه کامپوزیت یک ماده نیوتونی است، خزش ناشی از یک تنش اعمالی نیز می‌تواند توسط تعادل ترمودینامیکی پیش‌بینی شود.

## کاربرد و تولید
ترموپلاست‌های تقویت‌شده با الیاف کوتاه گستره وسیعی از کاربردها را دارند. این مواد قادرند تا فشار ۳۰،000 psi بار کششی را تحمل کنند و مدول الاستیکی در حدود 2 x 10 6 psi دارند. این مواد برای کاربردهایی که در آنها چقرمگی مهم باشد، تولید در مقیاس بالای محصول مدنظر باشد، طول عمر مفید بالا یا بازیافت آنها سودآور باشد مناسب هستند. راحتی تولید همواره به عنوان یک فاکتور مهم برای استفاده بسیار زیاد ترموپلاستیکِ حاوی الیاف کوتاه به‌شمار می‌رود. تولید بهینه و توانایی بازیافت در قیاس با دیگر کامپوزیت‌ها که در آنها از ترموست‌ها یا مواد فلزی به عنوان زمینه استفاده می‌شود باعث کاهش هزینه‌ها به شکل چشمگیری می‌شود. به همین دلیل، این مواد در صنایع الکترونیک، اتومبیل، نفت، شیمیایی و دفاعی همواره مورد توجه بوده اند.

## مورفولوژی
قالبگیری تزریقی یک روش سنتی و به‌صرفه برای تولید ترموپلاست‌های تقویت‌شده با الیاف کوتاه می‌باشد. شرایط تولید از قبیل دمای قالب، فشار و زمان پر شدن قالب با مذاب، هندسه محصول نهایی، جایگاه و تعداد گیت‌های تزریق از مهم‌ترین فاکتورهای مؤثر بر پراکندگی الیاف هستند. درنتیجه، بسته به ضخامت محصول و فاصله مذاب تا دیواره قالب، جهت‌گیری‌های مختلفی از الیاف می‌تواند مشاهده شود. به‌طور مثال، در وسط یک لایه نازک، جهت‌گیری الیاف معمولاً عمود بر جهت جریان است، ولی از طرف دیگر، در قسمت‌های نزدیک به دیواره، الیاف اکثراً در جهت جریان قرار می‌گیرند.

## خودگرمازایی
یکی دیگر از ویژگی‌های ترموپلاستیک‌ها که آنها را از مواد فلزی مجزا می‌کند خواص وابسته به زمان آنها و دمای ذوب پایین است. به همین دلیل، بسامدی که در آن نیرو به جسم وارد می‌شود یا نرخ نیروی اعمالی بر خواص مکانیکی این مواد تأثیر می‌گذارد. به دلیل هدایت حرارتی پایین این مواد، گرمای تولیدشده در درون ماده توسط نیرو می‌تواند منجر به خود گرمازایی و تخریب گرمایی ماده شود. در ترموپلاستیکهای تقویت‌شده با الیاف کوتاه، گرمای ناشی از اصطکاک بین الیاف و زمینه، همراه با شدت بیشتر تنش در نزدیکی انتهای الیاف، این خود گرمازایی را افزایش می‌دهد.